# وزارة الدولة لشئون الشباب (الكويت)
تأسست وزارة الدولة لشؤون الشباب في يوم 26 يناير 2013 بدعم من أمير الكويت آنذاك الشيخ صباح الأحمد الجابر الصباح بمرسوم أميري رقم 8/2013 لتأسيس مكتب وزير الدولة لشئون الشباب من منطلق أهتمام الدولة بشئون الشباب، ورسالتها تنص على أن تعمل الوزارة على تنسيق وتعاون الجهود الوطنية وذلك بتشجيع وإطلاق الاستراتيجيات والسياسات والمبادرات والبرامج التكاملية والشمولية لضمان تنمية ومشاركة الشباب المجتمعية، وتمكينهم من القيادة والريادة الإبداعية في دولة الكويت.
كان مقر الوزارة القديم في المكتبة الكويت الوطنية وفي عام 2015 انتقلت الوزارة إلى برج الحمراء الواقع في مدينة الكويت.
وقد أنجزت وزارة الدولة لشئون الشباب -بفضل الله تعالى- بناء خطة إستراتيجية شاملة للسنوات (2014/2015 – 2017/2018) لتحقيق أهداف الدولة بمفهوم عصري ومتكامل للرعاية الشبابية وبنمطية جديدة تعمل وفق شراكة حقيقية بين قطاعات المجتمع المختلفة وكافة الجهات الحكومية والأهلية إضافة إلى مؤسسات المجتمع المدني. وقبل ذلك مع الشباب أنفسهم.

## دور الوزارة
دور وزارة الدولة لشئون للشباب
- تحديد أولويات الأجندة البحثية الوطنية وإعداد البحوث المتعلقة بتنمية الشباب وتمكينهم من إدارة شؤون البلاد
- خلق بيئة سياسات وقوانين واستراتيجيات عمل وأنظمة وطنية داعمة لتنمية الشباب وتعزيز مشاركتهم في المجتمع الكويتي بالتعاون مع المؤسسات والجهات الحكومية وغير الحكومية.
- تشجيع ودعم وتبني برامج ومشاريع وخدمات وطنية تهدف لبناء قدرات الشباب وتعزز من مساهمتهم الاجتماعية والاقتصادية في الكويت.
- نشر ثقافة المواطنة وتعزيز الارتقاء القيمي بين الشباب في الكويت.

## قيم الوزارة
قيم وزارة الدولة لشئون الشباب
- الوحدة الوطنية: تؤمن الوزارة بالوحدة الوطنية بين الشباب الكويتي باعتبارها حاضنة للنسيج الاجتماعي والوطني.
- المواطنة: تؤمن الوزارة بمنظومة الحقوق والواجبات لجميع الشباب كمقاربة ونهج قيمي واضح ومنظم.
- الديمقراطية: تؤمن الوزارة بحق مشاركة جميع الشركاء والمعنيين بما فيهم الشباب في عملية صناعة واتخاذ القرارات وتنفيذها.
- الإنصاف: ترتكز الوزارة بتنفيذ توجهات الاستراتيجية على قيمة الإنصاف في ضمان وتوفير الفرص والخدمات والدعم اللازم لتحقيق تنمية وتمكين ورعاية الشباب دون تمييز بين شاب وآخر أو تحيز.
- النهج المبني على الأبحاث والدراسات: تبني الوزارة في تطوير الاستراتيجيات والقوانين على مخرجات الأبحاث والدراسات والاستفادة منها وطنياً في رسم مستقبل العمل الشبابي الكويتي.
- الشفافية: تؤمن الوزارة بأهمية توفير المعلومات اللازمة لتنمية وتمكين ورعاية الشباب وسهولة الوصول إليها وحق الشركاء في التأكد منها.
- الكفاءة والفعالية: تعمل الوزارة على الاستفادة المثلى من الموارد والطاقات الوطنية المتاحة بأفضل الطرق الممكنة والبناء عليها بشكل يلبي ويستجيب لواقع تنمية وتمكين الشباب محققاً أفضل النتائج.
- المشاركة والتوافق: تؤمن الوزارة بأهمية العمل المشترك والتكاملي بين مختلف المؤسسات الحكومية وغير الحكومية والقطاع الخاص والشباب أنفسهم، وتحملهم المسؤولية في صياغة * السياسات والاستراتيجيات المعنية بتنمية وتمكين ورعاية الشباب.

## أهداف الوزارة
الأهداف العامة (الغايات)
- الهدف العام الأول: العمل لضمان تقديم أفضل الخدمات النوعية والمتكاملة والمتنوعة والشاملة للشباب بالتعاون مع الجهات والمؤسسات ذات العلاقة في الكويت.
- الهدف العام الثاني: تنمية وتمكين الشباب وتعزيز مشاركتهم القيادية على المستوى المجتمعي والوطني والعالمي.
- الهدف العام الثالث: بناء قاعدة معرفية وإتاحة الوصول للمعلومات حول واقع ومستقبل الشباب مع جميع المؤسسات والبرامج الوطنية ذات العلاقة.
- الهدف العام الرابع: زيادة وعي الشباب بالعمل والمهن الحرة وتنمية مهاراتهم للمشاركة في سوق العمل.
- الهدف العام الخامس: نشر وتعميق ثقافة الإنتاجية والريادة والإبداع بين الشباب.

## الفئات العمرية المستهدفة
تركز وزارة الدولة لشئون الشباب على الفئة العمرية من 14 -34 بشكل خاص ومباشر، دون إغفال للفئة العمرية ما دون 14 عاماً، مما يتطلب توسيع نطاق الرعاية لهذه الفئة بشكل يراعي فيه منهجية دورة الحياة وبشكل ينسجم مع طبيعة ومتطلبات القدرات المتنامية للفئات العمرية المختلفة.
ويأتي هذا التركيز بناءً على مجموعة من الاستحقاقات لتلك الفترة العمرية لما لها من خصوصية. وتتباين في احتياجاتها وطموحاتها وتحدياتها ولكل مرحلة (ضمن هذه الفئة العمرية) خصائصها التي تختلف عن المرحلة التي تسبقها أو تليها.
وقد قسمت وثيقة الإطار الوطني لتمكين الشباب وتعزيز مشاركتهم لفئات عمرية مختلفة على أسس ومتطلبات برامجية ونمائية معتمدة على أسس علمية وواقعية ومنطلقات مدروسة.

## مجالات عمل الوزارة الاستراتيجية

### مجال التطوع الوطني
مجال التطوع الوطني للشباب في الكويت
- الهدف الفرعي الأول: تعزيز ثقافة العمل التطوعي والمواطنة الإيجابية في الكويت.

مخرجات الهدف الفرعي الأول:
- اللقاءات والمؤتمرات والحوارات الوطنية حول العمل التطوعي عقدت بشكل دوري.
- حملات وطنية لتعزيز تطوع الشباب في الكويت.
- أفضل التجارب والممارسات العالمية محددة بمجال العمل التطوعي.
- تقارير دورية منتظمة على المستوى العمل التطوعي بالكويت تم نشرها ومناقشتها مع الشركاء.
- الهدف الفرعي الثاني: تعزيز إدارة العمل التطوعي في الكويت.

مخرجات الهدف الفرعي الثاني:
- أسس ومعايير للعمل التطوعي على المستوي الوطني تم تبنيها وتفعيلها.
- قواعد بيانات محدثة وشاملة بالمتطوعين.
- برامج بناء القدرات الشباب في إدارة العمل التطوعي تم استحداثها والتدريب على العمل التطوعي.
- نظام وطني لمتابعة وتقييم ومراجعة الجهود الوطنية المبذولة بالعمل التطوعي مع مختلف المؤسسات والجهات مع والشباب أنفسهم محدث بشكل مستمر.
- تنسيق آلية وطنية مع الهيئات ومؤسسات النفع العام لتنظيم وتنسيق العمل التطوعي في الكويت.
- جهود وزارة الدولة لشئون الشباب في مجال العمل التطوعي تم التعريف والاعتراف بها.

### مجال تعزيز مشاركة الشباب
مجال تعزيز مشاركة الشباب الكويتي على المستوى الوطني
- الهدف الفرعي الأول: تحسين مشاركة الشباب في عملية صناعة واتخاذ القرار في مختلف المستويات

مخرجات الهدف الفرعي الأول:
- القوانين والتشريعات والأنظمة لتعزيز مشاركة الشباب تم مراجعتها والمصادقة عليها.
- تنسيق آلية وطنية مع الهيئات والجمعيات الشبابية لوضع الخطط والبرامج لإعداد وتأهيل صقل القيادات الشبابية وتفعيل دورها.
- برنامج اعتماد وطني تم استحداثه للبرامج والمناهج والتعلم المستمر ومهارات الحياة لإعداد القيادات الشبابية بالتعاون مع الجامعات والمعاهد المتخصصة محلياً وعالميا.
- نظام متابعة وتقييم ومراجعة البرامج الوطنية المعنية بإعداد وتأهيل القيادات الشابة في مختلف المجالات تم استحداثه وتأسيسه.
- أفضل التجارب والممارسات العالمية محددة في مجال إعداد وتأهيل القيادات الشبابية.
- قواعد بيانات محدثة وشاملة بالقيادات الشبابية من كافة الفئات والشرائح الشبابية.
- منظمات وهيئات شبابية تم إنشاؤها ودعمها.
- آليات لتفعيل مشاركة الشباب في مؤسسات النفع العام وصناعة القرار وإيصال أصواتهم تم تأسيسها.
- تقارير دورية منتظمة فيما يتعلق بالمشاركة الشبابية تم نشرها ومناقشتها مع الشركاء.
- الهدف الفرعي الثاني: تفعيل عمليات وآليات اكتشاف المواهب الشبابية

مخرجات الهدف الفرعي الثاني:
- برامج متخصصة لاكتشاف النشء والشباب الموهوبين تم استحداثها وتفعليها.
- مؤسسات وجهات قائمة على رعاية المواهب الشبابية تم دعمها.
- قواعد بيانات محدثة وشاملة للمواهب الشبابية والطلابية من كافة الفئات والشرائح الشبابية.
- الهدف الفرعي الثالث: تعزيز ثقافة ممارسة الأنشطة الترويحية والثقافية والفنية والاجتماعية وإطلاق حملات التوعية الشبابية الصحية والبدنية على المستوى الوطني من خلال وسائل الإعلام المختلفة والمهرجانات والفعاليات الشبابية.

مخرجات الهدف الفرعي الثالث:
- آلية تنسيق وتنظيم ممارسة الأنشطة الترويحية والثقافية والفنية والاجتماعية.
- حملات توعية بالحقوق الصحية والاجتماعية والترويحية ومهارات الحياة للشباب على المستوى الوطني من خلال وسائل الإعلام المختلفة والمهرجانات والفعاليات الشبابية تم إطلاقها.
- مساحات ومرافق شبابية ملائمة وكافية ويمكن الوصول إليها للممارسة الأنشطة الترويحية والاجتماعية والفنية تم استحداثها.

### مجال البحث الوطني
مجال البحث الوطني في تعزيز مفهوم رعاية وتنمية وتمكين الشباب
- الهدف الفرعي الأول: تعزيز بيئة العمل البحثي في مجال تنمية وتمكين الشباب في الكويت

مخرجات الهدف الفرعي الأول:
- برنامج دعم الباحثين الشباب بالتعاون مع الجامعات والمراكز البحثية المختلفة تم إنشاؤها ودعمها.
- شبكة من المراكز والجهات البحثية محلياً وعالميا تم إنشاؤها وتفعيل دورها في توجيه الدعم للأبحاث والدراسات المتخصصة بتنمية وتمكين الشباب في الكويت.
- نظام متابعة ومراجعة مستحدثة لتقييم السياسات والبرامج والتشريعات والنفقات الحكومية التي تؤثر بشكل مباشر أو غير مباشر على تنمية الشباب في الكويت تم استحداثه وتأسيسه.
- الهدف الفرعي الثاني: إغناء مضامين ومقاربات العمل التنموي الشبابي في الكويت

مخرجات الهدف الفرعي الثاني:
- دراسات وأبحاث في مجال تنمية وتمكين الشباب وتعزيز مشاركتهم الوطنية في المجتمع تم تطويرها والبناء عليها.
- دراسات وأبحاث في أفضل الوسائل للمحافظة على الإرث غير المادي وسبل إحيائه تم نشرها وتبنيها.
- مؤتمرات وفعاليات بحثية في قضايا الشباب، واهتماماتهم، ومشاركتهم تم عقدها بشكل دوري.
- مسوحات واستطلاعات الرأي في القضايا التي تهم الشباب تم تحديثها دورياً.
- توصيات وأوراق مواقف Position papers تم نشرها في مجال تنمية ومشاركة الشباب الاجتماعية والسياسية والاقتصادية.
- قاعدة بيانات بحثية تم استحداثها وتحديثها والاستفادة منها من مختلف الجهات المعنية بتنمية وتمكين ورعاية الشباب

### مجال التخطيط الاستراتيجي
مجال التخطيط الاستراتيجي المؤسسي لتنمية وتمكين ورعاية الشباب
- الهدف الفرعي الأول: توجيه وتنسيق عملية التخطيط الاستراتيجي لتنمية ورعاية وتمكين الشباب على المستوى الوطني

مخرجات الهدف الفرعي الأول:
- إستراتيجية وطنية لتمكين الشباب تم تطويرها وتنفيذها
- نظام وطني وبمعايير عالمية لمتابعة وتقييم وقياس أثر إستراتيجية تمكين الشباب تم تبنيه وتفعيله من قبل الشركاء المنفذين.
- شبكة من مؤسسات البحث العلمي والتخطيط الاستراتيجي والبيوت الاستشارية في مجال رعاية وتنمية المرحلة الشبابية تم إقامتها.
- تقارير دورية لقياس مؤشرات الأداء في تنفيذ إستراتيجية تمكين الشباب تم إصدارها

### مجال الريادة الشبابية
- الهدف الفرعي الأول: زيادة إنتاجية رواد الأعمال والرواد الاجتماعيين بين الشباب الكويتي

مخرجات الهدف الفرعي الأول:
- حاضنة أعمال تم تأسيسها لتأهيل وتقييم وتعزيز مشاريع/مبادرات وقدرات رواد الأعمال والرواد الاجتماعيين الفنية والقانونية.
- الدراسات والأبحاث الخاصة بسوق الأعمال والاستثمار المعرفي تم إصدارها لتيسير مشاركة رواد الأعمال الشبابية في النشاط الاقتصادي في الكويت.
- ثقافة الاقتصاد المعرفي وريادة الأعمال والريادة الاجتماعية تم تعزيزها ودعمها بين الشباب بالتعاون مع القطاع الخاص والجهات المختلفة في الدولة.
- نظام بمعايير عالمية لمتابعة وتقييم وقياس أثر المشاريع والمبادرات الشبابية تم تفعيله.
- قاعدة بيانات بالمشروعات الشبابية والمبادرات الشبابية تم إنشاؤها وتفعيل العمل بها.
- برامج تدريبية ولقاءات وفعاليات ومعارض لدعم المشروعات الشبابية ورواد الأعمال تم إقامتها بشكل دوري.
- الهدف الفرعي الثاني: تحسين بيئة العمل الاقتصادي للشباب الكويت

مخرجات الهدف الفرعي الثاني:
- آلية تنسيق مع القطاعات الحكومية والمستقلة لتذليل الصعوبات وتسهيل معاملات رواد الأعمال تم استحداثها
- برنامج توجيهي وإرشاد مهني للنشء والشباب في كيفية اختيار التخصصات الدراسية وكيفية الحصول على فرص العمل بين الشباب بالتعاون مع الوزارات المختلفة تم اعتماده.
- معارض وملتقيات دورية لتوفير فرص العمل تم دعم تنظيمها.
- دراسات لتقييم عائد المبادرات والمشاريع الشبابية على الاقتصاد الوطني تم تنفيذها مع القطاعات الحكومية والمستقلة

### مجال الإبداع والتميز الشبابي
- الهدف الفرعي الأول: إيجاد دورة ثقافية معنية بالإبداع والإنتاج الشبابي والنشر والعرض والاستهلاك الثقافي بين الشباب

مخرجات الهدف الفرعي الأول
- خطة إستراتيجية لتخطيط وتوجيه وتنسيق وتنفيذ كافة النشاطات المهتمة بالإنتاج الفني والإبداع الشبابي تم تطويرها.
- شبكة من المؤسسات والجامعات المحلية والإقليمية والدولية المختصة في مجال الإنتاج الإبداعي تم توفيرها.
- برامج تدريبية متخصصة في مجال الإنتاج المرئي والإعلام الجديد والترفيه الرقمي بالتعاون مع الخبرات المحلية والعالمية تم إقامتها.
- خطة إستراتيجية لتأسيس صندوق لدعم السينما والإنتاج التليفزيوني والصناعات الإبداعية بالتعاون مع الشركاء ذوي العلاقة تم وضعها.
- قاعدة بيانات للشباب في مجالات الإبداع والفنون الشبابية تم تطويرها.
- الهدف الفرعي الثاني: تعزيز ثقافة الإبداع والحس الفني الجمالي بين الشباب الكويتي

مخرجات الهدف الفرعي الثاني
- مسابقات ومهرجانات ومنتديات خاصة بالإنتاج الإبداعي والفني الشبابي تم إقامتها.
- البرامج والأعمال الفنية الشبابية تم دعمها ونشرها.
- حركة ثقافية وفنية بين الشباب والطلاب تم تفعيلها
- مساحات مفتوحة وورش عمل للفنانين والمبدعين للتعلم وتبادل الخبرات تم تأسيسها.
- حملات وطنية لنشر التوعية والحس الجمالي والفني في المجتمع والشباب تم دعمها.

## المبادرات
تقوم وزارة الشباب بتقديم الدعم للمبادرات التي يقوم بتقديمها الشباب وفق لائحة دعم شفافة ومنشورة على الموقع الإلكتروني للوزارة

### انجازات الوزارة في مجال تقنية المعلومات
1. نظام التراسل الإلكتروني الداخي تحت شعار وزارة بلا ورق
2. نظام المبادرات الإلكتروني مبادراتنا
3. نظام نظام إدارة العمل التطوعي - ايادينا
4. نظام الدورات التدريبية على الإنترنت
5. موقع مباراتنا

### مبادرة كويت بيديا
قامت وزارة الشباب بدعم مبادرة كويت بيديا والتي مهمتها هي تطوير المحتوى الكويتي / العربي في موقع ويكيبيديا من خلال تدوين وتوثيق تاريخ الكويت باستخدام مصادر موثوقة.

## المرسوم الأميري
صدر في 26 يناير 2013م مرسوم أميري رقم 8 على 2013 لتأسيس مكتب وزير الدولة لشئون الشباب الذي نص فيه بالمادة الثانية الآتي:
- يتولى المكتب المشار إليه معاونة وزير الدولة لشئون الشباب في إجراء الدراسات والبحوث اللازمة لمباشرة مهامه، وبوجه خاص ما يأتي:
- إعداد البحوث المتعلقة بالأنشطة الشبابية وتحقيق المشاركة الايجابية لهم في مختلف النواحي الاقتصادية والاجتماعية والسياسية وغيرها.
- التنسيق مع الوزراء والجهات الحكومية المعنية بتنفيذ مشروعات رعاية الشباب وفق برامج عمل الحكومة.
- دراسة وإعداد مشروعات تعزيز المواطنة لدى الشباب وغرس القيم الأصلية فيهم، ومعالجة الظواهر السلوكية الدخيلة على المجتمع لدى البعض منهم، ووضع الحلول المناسبة لها.
- اقتراح إبداء الرأي في مشروعات القوانين اللازمة لتحقيق التنمية البشرية وتفعيل المشاركة الشبابية.
- إبداء الرأي في ما يعرض عليه من أمور تتعلق بالشباب عامة.
- التعاون مع الجهات المعنية، في ظل إستراتيجية الدولة، لخلق جيل واعد لتحقيق الطموحات.
- القيام بأي أعمال أخرى، يرى وزير الدولة لشئون الشباب تكليفا بها.